# Réforme des retraites en France en 2023
Lire en ligne

Texte sur Légifrance

Réforme des retraites en France en 2013-2014
La réforme des retraites en France de 2023 consiste en un ensemble de mesures révisant le système de retraite français réalisées pendant la mandature d'Emmanuel Macron, et portées par la Première Ministre Élisabeth Borne et le ministre du travail Olivier Dussopt, dont le report de l'âge légal de la retraite à soixante-quatre ans est présenté comme le phare. Après un parcours législatif complexe et un mouvement social massif, la loi est validée par le Conseil constitutionnel, le 14 avril 2023 et promulguée le jour même. Elle fait suite aux réformes de 1993, 2003, 2010, 2014, qui se succèdent depuis 30 ans avec en moyenne, une tentative de réforme tous les quatre ans.
L’objectif principal annoncé par le gouvernement est la pérennité de la retraite par répartition, ainsi que la suppression de la cotisation sur la valeur ajoutée des entreprises (CVAE) à partir de 2024, soit un coût de 8 milliards d'euros par an, et d'autres baisses d’impôts. La pertinence de cette réforme, son efficacité et ses conséquences sociales en termes de redistribution des revenus ou des richesses sont néanmoins analysées de façon divergente par les économistes,.
Le projet de loi rencontre une très forte opposition de la part de l'ensemble des syndicats, qui constituent la première intersyndicale depuis 2010, d'une majorité de Français, ainsi que de la NUPES, du RN et de LIOT. Il bénéficie d'un soutien mitigé des organisations patronales et de certains députés LR. Les groupes de la majorité relative à l'Assemblée nationale soutiennent la réforme, avec toutefois quelques divisions en leur sein. Au terme de la première lecture à l'Assemblée nationale, le texte est envoyé sans vote au Sénat le 17 février, du fait de la procédure législative utilisée par le gouvernement (47-1). Après une première adoption par le Sénat le 12 mars, la commission mixte paritaire rend ses travaux le 15 mars, et après une seconde adoption par le Sénat dans la matinée du 16 mars, la Première ministre Élisabeth Borne annonce l’engagement de la responsabilité de son gouvernement sur le texte au titre de l’article 49 alinéa 3 de la Constitution afin de faire adopter définitivement le projet de loi. Le 17 mars, deux motions de censure sont déposées pour censurer le gouvernement et le projet de loi. Elles sont rejetées après leur examen le 20 mars après-midi. En conséquence, le projet de loi est considéré comme définitivement adopté.
Le 20 mars, le Conseil constitutionnel est saisi d’une initiative parlementaire référendaire au titre de l’article 11 pour l’organisation d’un référendum législatif visant à « affirmer que l’âge légal de départ à la retraite ne peut être fixé au-delà de 62 ans ». Les 21, 22 et 23 mars, le Conseil constitutionnel est saisi de la loi de financement rectificative de la sécurité sociale pour 2023 par la Première ministre, par deux recours présentés par plus de soixante députés et par un recours présenté par plus de soixante sénateurs. Le 14 avril 2023, il rend sa décision en validant un grand nombre de propositions du projet de loi (dont le départ à 64 ans) mais censure l'index seniors. Le Conseil constitutionnel rejette également la demande de référendum d'initiative partagée. La loi est aussitôt promulguée.

## Contexte
Pour un article plus général, voir Retraite en France.
Un précédent projet de réforme du système des retraites avait déjà été proposé en 2020, lors de la première présidence d'Emmanuel Macron. Porté par le second gouvernement Édouard Philippe, le projet avait suscité une forte opposition de la part des syndicats, avant d'être stoppé par la pandémie de Covid-19 en 2020.

### Part des retraites dans le PIB
Selon le dernier rapport du Conseil d'orientation des retraites (COR), le montant global des retraites est d'environ 14,7 % du produit intérieur brut (PIB). Pour 2070, le COR prévoit des dépenses du système de retraite allant de 12,1 % dans le scénario le plus optimiste, si l'économie française est productive, à 14,7 % dans l'hypothèse la plus pessimiste, si elle est moins productive.
Cette évolution s'accompagnerait selon le COR d'une baisse future du niveau de vie des retraités. Leur niveau de vie moyen rapporté à celui de l’ensemble de la population, actuellement de 101,5 % passerait, en effet, à une fourchette comprise entre 75,5 % et 87,2 % en 2070.
Par ailleurs, la fiabilité des prévisions du COR, en hausse pour la période courant jusqu'à 2027, est mise en doute car elles sont contraintes par les hypothèses du gouvernement en ce qui concerne, :
- l'évolution du point d'indice de la fonction publique, défini comme gelé jusqu'en 2027 dans un contexte d'inflation prévue ;
- le nombre de fonctionnaires, défini comme sans nouvelles embauches en dehors du renouvellement des départs à la retraite, dans un contexte d'augmentation de la population française ;
- le taux de chômage prévu, de 5 % alors qu'il est à 7 % lors de la sortie du rapport.

## Origine, évolution et chronologie du projet
La réforme des retraites est le grand chantier social d'Emmanuel Macron depuis son élection en 2017. Lors de sa première présidence, le projet de créer un système universel à points a été stoppé net par la pandémie de Covid-19 en France.
En 2022, la question des retraites a été au centre de la nouvelle campagne électorale d'Emmanuel Macron. Mais le système par points est jugé finalement trop complexe à mettre en place. Son nouveau projet est de décaler l'âge de départ à la retraite de 62 à 65 ans. Durant la campagne, Valérie Pécresse, candidate Les Républicains, l'accuse d'avoir repris cette mesure de son programme.
Lors des vœux présidentiels du 31 décembre 2022, Emmanuel Macron annonce le lancement d'une nouvelle réforme des retraites, qui doit rentrer en application « dès la fin de l'été ».
Le 3 janvier 2023, la Première ministre Élisabeth Borne déclare que l'âge légal de départ à la retraite à 65 ans « n'est pas un totem ».
Le projet de loi est présenté par Élisabeth Borne le 10 janvier 2023.

## Projet de réforme présenté par le gouvernement
Les principales dispositions annoncées par le gouvernement dans son projet initial sont :
- article 7, l'âge légal de départ à la retraite doit être augmenté d'un trimestre par année pour passer de 62 ans en 2022 à 64 ans en 2030 ;
- la durée de cotisation passe à 43 ans minimum pour avoir la retraite à taux plein en 2027[26], ce qui pénalise les personnes nées avant 1973 de 1 à 3 trimestres de cotisation par rapport au nombre nécessaire avant la réforme[27] ;
- le minimum de pension est relevé à 85 % du SMIC (environ 1 200 euros brut par mois) pour une carrière complète, pour tous les retraités ayant déjà une pension supérieure à 1 100 euros à partir de septembre 2023 ;
- les personnes ayant une carrière longue doivent travailler 44 ans. Ceux qui ont commencé à travailler à 16 ans et dont la carrière n'a pas connu d'interruption pourront donc partir à 60 ans. La durée de 44 ans inclut une année de périodes de congé parental éventuellement prise ;
- les critères de pénibilité tels que le port de charges lourdes ou les postures pénibles font l'objet d'un fonds de prévention, les autres facteurs de risque encore reconnus sont pris en compte via des points de compensation ;
- article 2, la mise en place d'un indice senior pour encourager l'emploi des salariés en fin de carrière ;
- article 1, suppression de la majorité des régimes spéciaux de retraite.

### Report de l'âge légal de départ à la retraite
La principale mesure du projet de réforme est le recul de l'âge légal de départ à la retraite. Actuellement à 62 ans, il devra donc passer progressivement à 64 ans. Le recul se fera de façon progressive, étant réhaussé d'un trimestre par année à partir du 1er septembre 2023, pour finalement atteindre les 64 ans en 2030.
L'âge de la retraite à taux plein automatique restera cependant à 67 ans. Les travailleurs handicapés conserveront quant à eux la retraite à taux plein à 62 ans, et la possibilité de partir en retraite anticipée à 55 ans. Les personnes ayant commencé à travailler entre 20 et 21 ans pourront partir à la retraite dès 63 ans.

### Carrière longue
Le projet prévoit une modification des règles concernant les salariés ayant effectué une carrière longue. La plus remarquée est celle de la durée minimale de carrière, qui dans ce cas, sauf exception, passe à 44 ans contre 43 ans pour les autres salariés.
Certaines mesures régissant les départs anticipés ne sont pas indiquées dans le projet de loi, car, selon Olivier Dussopt, « elles relèvent du champ réglementaire ».
L'âge de départ à la retraite dépendrait de l'âge du début du travail :
| Age du début du travail     | Moins de 16 ans | 16-18 ans | 18-20 ans | 20-21 ans |
| --------------------------- | --------------- | --------- | --------- | --------- |
| Âge de départ à la retraite | 58 ans          | 60 ans    | 62 ans    | 63 ans    |

Les périodes de congé parental sont désormais prises en compte dans le calcul dans la limite d'une année.
Sous la pression des LR, dont le gouvernement a besoin des votes pour faire passer son projet de loi, le gouvernement fait début février une concession pour les personnes ayant commencé à travailler entre 20 et 21 ans.
Elles pourraient partir en retraite à 63 ans en ayant cotisé 43 ans.

### Durée de cotisation nécessaire pour avoir une retraite à taux plein
Le projet de loi réforme aussi la durée de cotisation. Il s'agit en réalité d'une accélération de ce qui est déjà prévu par la réforme des retraites de 2013-2014, parfois appelée « réforme Touraine », en application depuis 2020, qui prévoyait de faire passer la durée de cotisation de 42 à 43 ans d'ici 2035. La nouvelle réforme réalisera le changement d'ici 2027, en rajoutant un trimestre supplémentaire par an. Cette durée passe à 44 ans pour les personnes correspondant au dispositif des carrières longues.
La durée de cotisation pour une retraite à taux plein, dans les réformes Touraine et Borne, selon l'âge de naissance des personnes.
| Année de naissance | Réforme Touraine        | Réforme Borne          |
| 1960               | 167 (41 ans et 9 mois)  | 167 (41 ans et 9 mois) |
| 1er semestre 1961  | 168 (42 ans)            | 168 (42 ans)           |
| 2e semestre 1961   | 168 (42 ans)            | 169 (42 ans et 3 mois) |
| 1962               | 168 (42 ans)            | 169 (42 ans et 3 mois) |
| 1963               | 168 (42 ans )           | 170 (42 ans et 6 mois) |
| 1964               | 169 (42 ans et 3 mois)  | 171 (42 ans et 9 mois) |
| 1965               | 169 (42 ans et 3 mois)  | 172 (43 ans)           |
| 1966               | 169 (42 ans et 3 mois ) | 172 (43 ans )          |
| 1967               | 170 (42 ans et 6 mois)  | 172 (43 ans)           |
| 1968               | 170 (42 ans et 6 mois)  | 172 (43 ans )          |
| 1969               | 170 (42 ans et 6 mois)  | 172 (43 ans)           |
| 1970               | 171 (42 ans et 9 mois)  | 172 (43 ans)           |
| 1971               | 171 (42 ans et 9 mois ) | 172 (43 ans)           |
| 1972               | 171 (42 ans et 9 mois)  | 172 (43 ans)           |
| 1973               | 172 (43 ans)            | 172 (43 ans)           |

### Prise en compte de la pénibilité
Le « compte professionnel de prévention » (C2P) est le mécanisme de pénibilité en France. Les personnes étant exposées au travail à un ou plusieurs facteurs de risque sur une liste restreinte de critères accumulent des points sur le C2P, permettant d'avoir sous certains critères une retraite anticipée, réaliser des formations pour avoir des postes moins à risques ou encore travailler à temps partiel sans perte de salaire. Selon le gouvernement, après la réforme, les points seront acquis plus rapidement et permettront d'accéder plus facilement à des formations pour permettre une reconversion.
De nouvelles professions auront désormais accès au C2P, ce qui concernera environ 60 000 personnes. Pour les personnes concernées par le C2P, une visite médicale sera obligatoire à 61 ans auprès de la médecine du travail. Celle-ci pourra permettre dans certains cas une retraite anticipée à 62 ans.
Certains critères de pénibilité vont changer. Pour les personnes concernées par le travail nocturne, 100 nuits de travail par an au lieu de 120 seront requises pour recevoir des points sur le C2P désormais. Les critères de pénibilité accordés aux salariés exposés aux vibrations mécaniques, aux postures pénibles ou au port des charges lourdes, supprimés en 2017 par le gouvernement, ne seront pas ré-introduits. Ces « risques ergonomiques » seront inclus au nouveau « fonds d'investissement dans la prévention de l'usure professionnelle », ne permettant aucune possibilité de retraite anticipée.

### Disparition progressive de certains régimes spéciaux
La réforme prévoit également de supprimer la majorité des régimes spéciaux de retraite. Ceux conservés sont les régimes autonomes (professions libérales et avocats), et ceux adossés à des métiers spécifiques : marins, salariés de l'Opéra de Paris et de la Comédie Française. Pour les régimes autonomes, les membres en payent eux-mêmes les cotisations, et non leurs employeurs.
Par exemple, les régimes spéciaux des employés d'EDF, de la Banque de France ou de la RATP ne seront plus appliqués aux employés recrutés après 2023,. Les personnes déjà employées ne seront pas concernées.
Certains régimes doivent être conservés, comme ceux des policiers, des égoutiers ou des pompiers. Les régimes de retraites des salariés de l'Opéra de Paris ou de la Comédie-Française seront également conservés, ainsi que ceux des professions libérales, des députés et des sénateurs. La conservation de ces deux derniers régimes est critiquée par l'opposition.

### Index seniors
Le projet doit également créer un « index seniors », qui serait imposé à certaines entreprises. L'objectif est d'inciter les entreprises françaises à recruter des personnes de plus de 55 ans. Le taux d'emploi des 55-64 ans est en effet plus faible en France que la moyenne européenne.
L'index seniors obligera les entreprises à communiquer le taux de personnes en fin de carrière qui font partie de leurs salariés. Les détails seront définis lors de concertations. Il doit être mis en place dès 2023 pour les entreprises de plus de 1 000 salariés, puis dans toutes les entreprises de plus de 300 employés dès 2024. Les entreprises refusant de rendre public cet index se verront sanctionnées, jusqu'à hauteur d'un pour cent de la masse salariale de l'entreprise.
La mesure n'est pas contraignante en ce qui concerne le taux d'emploi des seniors lui-même, et il n'est pas prévu de sanctions à l'égard des entreprises qui aurait un taux faible ou stagnant.

### Minimum de pension
Le gouvernement présente initialement la mesure comme la garantie d'un montant de retraite minimum de 85 % du salaire minimum interprofessionnel de croissance (SMIC), soit 1 200 euros brut, pour les nouveaux retraités ayant travaillé une carrière complète (actuellement 43 ans, ou 44 ans d'ici 2027) au SMIC,, une mesure votée en 2003 mais jamais mise en œuvre. Des contributions sociales comme la contribution sociale généralisée (CSG) seront prélevées de ce montant. La mesure est ensuite étendue aux retraités actuels. Elle a fréquemment été présentée comme un minimum garanti s'appliquant à tous, et reportée telle quelle par de nombreux médias, puis démentie par le gouvernement dans son étude d'impact et dénoncée comme mensongère ou trompeuse,,. Il s'agit en réalité d'une augmentation du minimum contributif pouvant aller jusqu'à 100 € brut par mois. En février, plusieurs ministres du gouvernement reconnaissent que la promesse de campagne d'un montant minimum de retraites, annoncé ensuite à 1 200 €, ne sera pas mise en place pour toute personne ayant une carrière complète, sans toutefois souhaiter présenter des excuses de l'avoir laissé entendre,,.
Le gouvernement se montre également flou sur le nombre de bénéficiaires de cette mesure : le 15 février, le ministre du Travail Olivier Dussopt, invité sur France Inter, parle de 40 000 personnes chaque année. Ce chiffre est contesté par le député socialiste Jérôme Guedj qui affirme à l'Assemblée que la direction de la Sécurité sociale indique que 13 289 personnes de la génération 1962, liquidant leur retraite en 2024, bénéficieront d'un gain de 100 euros, sachant que ces personnes n'atteindront pas toutes les 1 200 euros du minimum promis par le gouvernement. Le ministre du Travail estime par la suite que le nombre de personnes concernées se situera entre 10 000 et 20 000.
La mesure serait applicable uniquement aux personnes ayant une carrière complète dont au minimum 120 trimestres cotisés sur le total des trimestres validés et éligibles au minimum contributif pour ses plafonds supérieurs et inférieurs, et le gouvernement table sur un gain moyen à ce titre de 33 euros/mois pour les nouveaux retraités concernés, et de 57 euros/mois pour les personnes déjà en retraite. Environ un quart des retraités resteront en dessous des 1 200 euros de pension après la réforme.
La mesure serait appliquée dès septembre 2023. Les personnes concernées seront d'anciens salariés, commerçants, artisans et agriculteurs.

## Aspects juridiques
Le gouvernement Élisabeth Borne, qui a eu déjà recours par 10 fois au troisième alinéa de l’article 49 de la Constitution pour faire passer ses réformes, choisit une loi de financement rectificative de la sécurité sociale comme véhicule législatif pour la réforme des retraites. Une telle loi de financement est soumise à un calendrier législatif contraint, tel que le prévoit l'article 47-1 de la Constitution. Celui-ci prévoit que « Si l'Assemblée nationale ne s'est pas prononcée en première lecture dans le délai de vingt jours après le dépôt d’un projet, le gouvernement saisit le Sénat qui doit statuer dans un délai de quinze jours » et que « Si le Parlement ne s'est pas prononcé dans un délai de cinquante jours, les dispositions du projet peuvent être mises en œuvre par ordonnance ».
Destiné uniquement à l'adoption de projets relatifs au financement de la Sécurité sociale, cet article empêche que le texte proposé puisse être modifié lors d'une commission parlementaire, qui habituellement examine de façon préparatoire les projets de loi proposés. Ce fonctionnement ralentit donc l'examen du projet en Assemblée.
Tout aussi critiqué que l'article 49-3 car ne permettant pas un réel débat démocratique, l'article 47-1 évite de plus le risque d'être confronté à une motion de censure qui entraînerait le rejet du projet et la démission du gouvernement.
Le Conseil constitutionnel est saisi dans le cadre de l'article 61 de la Constitution les 21, 22 et 23 mars 2023 pour se prononcer sur la conformité du texte. De sérieux doutes ont été émis par des juristes et constitutionnalistes quant à la constitutionnalité du texte. En effet, le gouvernement a fait usage de quatre articles restrictifs de la Constitution (44-2, 44-3, 47-1, 49-3) pour accélérer le plus possible les débats. Cette restriction du temps de débat aurait une incidence sur « la sincérité du débat parlementaire »

## Analyses d'économistes
Selon Michaël Zemmour, le premier objectif est une diminution de la part des retraites dans le produit intérieur brut (PIB), et un durcissement des conditions de départ afin d'inciter les salariés à abandonner de leur propre chef le droit à une retraite complète ; l’augmentation de la main-d'œuvre disponible sur le marché du travail constitue un autre objectif de la réforme, qui permet de mettre en concurrence les salariés afin de prévenir les risques de difficultés de recrutement et d'augmentation des salaires. Selon les estimations de la direction générale du Trésor et de l'Observatoire français des conjonctures économiques (OFCE), le recul de l'âge de départ à la retraite augmenterait la population active d’environ 100 000 personnes supplémentaires tous les ans durant neuf ans, ce qui conduirait à une hausse temporaire du chômage (notamment parce qu'une partie des seniors actifs, déjà au chômage à 62 ans, resterait au chômage) et ainsi à une baisse des salaires.
Pour Patrick Artus, la réforme envisagée serait « insignifiante » sur le plan économique et « inefficace » car d'un impact très limité sur le taux d'emploi des seniors. Il préconise de plutôt chercher à augmenter le taux d'emploi chez les plus jeunes, qui est très inférieur à la moyenne européenne.
Certains économistes ont proposé de mettre à contribution les retraites les plus élevées au nom de l'équité entre les générations, afin que la réforme ne repose pas sur les seuls actifs. Le gouvernement a cependant fermement rejeté cette option.
D'une façon générale, les économistes sont très partagés sur le besoin et l'efficacité de la réforme, certains libéraux soutenant qu'elle est nécessaire, les autres la jugeant peu efficace et injuste, et d'une utilité à confirmer,.
Le Conseil d'orientation des retraites conteste l'idée d'un « dérapage » des dépenses de retraite. Son président, Pierre-Louis Bras, a notamment expliqué : « Les dépenses de retraites sont globalement stabilisées et même à très long terme, elles diminuent dans trois hypothèses sur 4 ».

## Autres critiques

### Effet global sur les prélèvements sociaux et utilité de la réforme
Le gouvernement indique dans son étude d'impact n'avoir pas chiffré les effets de la réforme sur d'autres budgets (chômage, assurance maladie, revenu de solidarité active (RSA) et autres prestations sociales). Toutefois, selon les estimations du Conseil d'orientation des retraites (COR) et de la Direction de l'Animation de la Recherche, des Études et des Statistiques (Dares), face aux 18 milliards d'euros attendus par le gouvernement en 2030, il convient de retirer les surcoûts induits par le décalage de l'âge légal de départ à la retraite. Les transferts de dépenses en résultant seraient de 1 milliard d'euros pour une augmentation attendue des arrêts maladie après 60 ans, de 500 millions d'euros pour les prestations continuant d'être versées au titre de l'allocation aux adultes handicapés, de 150 millions d'euros au titre du RSA et de 150 millions d'euros pour les autres minima sociaux. Sachant qu'une partie des personnes déjà au chômage a un risque élevé de ne pas trouver un emploi, ou a une durée de chômage plus longue que la moyenne, s'y ajoutent 170 millions au titre de l'allocation spécifique de solidarité et de 1,3 milliard d'euros au titre de l'Allocation de retour à l'emploi (ARE). De ces sommes, il faut déduire le montant des cotisations apportées par les personnes supplémentaires en emploi entre 62 et 64 ans.

### Iniquité de la réforme

#### Incidence de la mortalité
Selon une étude parue en 2018 de l'Institut national de la statistique et des études économiques (Insee) : « chez les hommes, si vous faites partie des 5 % des plus pauvres de votre classe d'âge toute votre vie, vous avez 25 % de risques de mourir avant 62 ans. Chez les femmes, ce risque est de 13 %. »,. 
L'interprétation de cette étude est toutefois contestée par les économistes Ulysse Lojkine et Michaël Zemmour, puisque faire partie des "5 % les plus pauvres" implique de vivre avec 466 euros par mois en moyenne pendant toute sa vie, ce que l'Insee reconnaît être une "hypothèse" dans la mesure où le niveau de vie de la plupart des gens varie au cours de leur existence,. De même, l'idée selon laquelle "un quart des travailleurs les plus pauvres meurent avant la retraite", abondamment reprise sur les réseaux sociaux ainsi que par plusieurs personnalités de gauche et le secrétaire général de la CFDT, Laurent Berger, est incorrecte : de telles personnes sont rarement en situation d'emploi et ne bénéficient donc pas ou peu de droits à la retraite, et cette situation ne concerne qu'une fraction de la population masculine française (25 % des 5 % des hommes les plus pauvres), dont l'étude passe sous silence le nombre exact,.
L'Insee souligne cependant que l'espérance de vie d'un ouvrier est inférieure de sept ans à celle d'un cadre.

#### Incidence sur les retraites des femmes
Le gouvernement a annoncé que la réforme serait favorable aux femmes, en revalorisant les petites retraites (qui concernent les femmes en priorité) et en ne reculant pas l'âge d'annulation automatique de la décote. Cette annulation de décote reste fixée à 67 ans. Cette seconde mesure est susceptible de s'appliquer plus aux femmes ayant connu des carrières hachées. Toutefois, de nombreuses analyses montrent l'inverse et considèrent que la réforme est injuste pour elles,,,.
Leur âge de départ, déjà plus élevé que celui des hommes, subira un décalage supplémentaire lui aussi supérieur à celui des hommes, indique entre autres la Caisse nationale d'assurance vieillesse dans l'étude d'impact du gouvernement. L'avantage procuré par les trimestres accordés pour enfants sera annulé ou diminué pour celles ayant une carrière complète à l'âge de 62 ans. Globalement, elles bénéficieraient en moyenne beaucoup moins des mesures liées aux carrières longues, d'autant que la mesure prévue de la prise en compte des congés parentaux à concurrence de 4 trimestres dans ce dispositif ne devrait concerner que 3 000 personnes environ.
D'autre part, elles sont pénalisées par la suppression en début de mandat de quatre critères de pénibilité, décision perçue comme sexiste ne leur permettant pas un raccourcissement de carrière à ce titre.

### Médiatisation par l'Élysée
Le 17 janvier 2023, Emmanuel Macron invite à un déjeuner discret une dizaine d'éditorialistes – Françoise Fressoz (Le Monde), Guillaume Tabard (Le Figaro), Dominique Seux et Cécile Cornudet (Les Échos), David Revault d’Allones (Le Journal du dimanche), Stéphane Vernay (Ouest-France), Nathalie Saint-Cricq (France Télévisions), Benjamin Duhamel (BFM TV), Yaël Goosz (France Inter) et Alba Ventura (RTL) – pour exposer son point de vue tout en leur demandant de ne pas indiquer leur source,,. Si selon Acrimed ces éditorialistes n'ont pas attendu cette invitation pour promouvoir la contre-réforme des retraites, elle n'en pose pas moins trois problèmes, « La fabrique de l’agenda politique et médiatique », « La communication politique sans filtre » qui pointe les frontières poreuses voire inexistantes entre communications présidentielles et journalisme politique (selon Le Monde critiquant le off « La tenue de propos anonymes est devenue une véritable arme de communication sous la présidence d’Emmanuel Macron »), et « Le microcosme politico-médiatique », c'est-à-dire « la proximité sociologique et la solidarité de classe qui unit fondamentalement cette élite journalistique avec un gouvernement au service des élites économiques, et l'homogénéité sociale des journalistes-vedettes […] qui n'en finit pas de miner le pluralisme d’un côté, et l'information de l'autre. ». Acrimed et Arrêt sur images pointent le fait que les éléments de langage et tournures de phrases du président se retrouvent dans les médias sans distance critique. Acrimed critique la « solidarité de classe » entre journalistes qui couvrent cette pratique.
L’engagement de la chaîne LCI en faveur de la réforme et le manque de pluralité parmi ses éditorialistes et invités sont également pointés. Alternatives économiques évoque également « un problème de pluralisme » dans le talk matinal de France Info, les « Informés du matin », dont les invités lors des émissions consacrées à la réforme sont très majoritairement issus de la droite. La Société des journalistes (SDJ) du quotidien Le Parisien émet à la fin mars un communiqué critiquant les choix éditoriaux du journal, qui favoriseraient les interviews gouvernementales à celles de l'opposition et se focaliseraient sur les désagréments des grèves et les violences des manifestants. La Société des journalistes de France 3 en fait de même, estimant que la chaine consacre une large part de son journal aux violences des « casseurs », au détriment des mobilisations en elles-mêmes, et occulte les violences policières subies par les manifestants. La direction de BFM TV aurait interdit à ses journalistes d'employer le terme de « violences policières », jugé « politiquement connoté ».

### Conséquences d'un départ à 65 ans
Karl Gustaf Scherman, ancien directeur de la Sécurité sociale suédoise (en), qui a porté en 2002 dans son pays la réforme des retraites avec un âge de départ à 65 ans, estime que c'était une erreur et invite Emmanuel Macron à ne pas la reproduire,.

### Courriel de promotion de la réforme aux fonctionnaires
Le 26 janvier 2023, Stanislas Guérini alors ministre de la Fonction publique, et Bruno Le Maire, ministre de l'Économie, adressent un courriel incluant une vidéo défendant le projet de loi sur la réforme des retraites. Plus de 2 millions de fonctionnaires actifs le reçoivent sur des adresses électroniques professionnelles et personnelles. Ce courriel a pour but de « démontrer » l'intérêt de la réforme d'après Stanislas Guérini.
Cet usage massif de données personnelles est dénoncé comme « illégal » par plusieurs syndicats, le qualifiant de « propagande politique », tandis que le co-porte-parole de Nos services publics Arnaud Bontemps souligne que le consentement des fonctionnaires n'avait pas été obtenu pour cet usage,,. Plusieurs hypothèses ayant été suggérées sur l'origine de cet envoi, Stanislas Guérini confirme que le message a été envoyé par la Direction générale des finances publiques via l'Espace numérique sécurisé de l'agent public (Ensap). La CNIL reçoit alors 1 590 plaintes, dont celles des syndicats Force ouvrière et Snepap-FSU,.
Le 9 novembre 2023, elle rappelle à l'ordre Bruno Le Maire et Stanislas Guérini en concluant que ce courriel contrevient au droit européenne sur la protection des données car il allait bien au delà de l'information et constituait une communication politique de défense d'un projet de loi, sans préciser qu'il devait encore être examiné et voté par le Parlement. La loi ne permettant pas à la CNIL d'imposer une amende à l'État, elle prononce alors un rappel à l'ordre public,,.

## Procédure et calendrier
| Étape                                                | LOI no 2023-270 du 14 avril 2023 de financement rectificative de la sécurité sociale pour 2023                                                                     |
| ---------------------------------------------------- | --- |
| Dépôt                                                | le 10 janvier 2023 |
| Première lecture à l’Assemblée nationale             | Pas de vote. Le 17 février 2023 à minuit, le projet de loi est renvoyé au sénat. L'utilisation de l'article 47-1 par le gouvernement limite à 20 jours les débats. |
| Première lecture au Sénat                            | adopté le 12 mars 2023 (195 voix pour et 112 contre) |
| Commission mixte paritaire                           | conclusive le 15 mars 2023 |
| Lecture du texte de la CMP par le Sénat              | adopté le 16 mars 2023 (193 voix pour et 114 contre ) |
| Lecture du texte de la CMP par l’Assemblée nationale | adopté le 16 mars 2023 (engagement de la responsabilité du Gouvernement art. 49 al. 3 puis rejet de la motion de censure)                                          |
| Conseil constitutionnel                              | validé le 14 avril 2023 |
| Promulgation                                         | le 14 avril 2023 |

### Examen à l'Assemblée nationale

#### Débats et votes
Le texte est examiné à partir du 30 janvier en commission de l'Assemblée nationale. Les débats en séance commencent le 6 février et se sont terminés le 17 février à minuit.
Le 10 février en première lecture, l’article premier du projet, relatif à la suppression des régimes spéciaux, est voté par 181 voix pour et 163 voix contre.
Selon les journalistes du Monde, au bout d'une semaine, « les incidents de séance, les insultes, les menaces ont pris le pas sur le débat des retraites ». Les députés Thomas Portes et Aurélien Saintoul, membres de La France insoumise (LFI), sont sanctionnés par l'Assemblée à la suite de leurs comportements. Thomas Portes ayant posté une photo sur Twitter où il pose le pied sur un ballon à l’effigie d'Olivier Dussopt et Aurélien Saintoul ayant qualifié Olivier Dussopt d' « imposteur » et d' « assassin »,.
Le syndicaliste Laurent Berger (CFDT) regrette le « spectacle lamentable » à l'Assemblée et l'obstruction par des milliers d'amendements par LFI. De même Philippe Martinez (CGT) souhaite un vote des députés sur l'article 7 pour que « chaque député puisse s'exprimer » sur l'allongement de l'âge légal de départ à la retraite à 64 ans.
Le 13 février, Élisabeth Borne dénonce une obstruction parlementaire au regard des milliers d’amendements déposés par LFI. Elle appelle au retrait de ceux-ci. La Nouvelle Union populaire écologique et sociale (NUPES) décide alors de retirer « un millier d’amendements ». Après cette décision, il reste plus de 14 000 amendements à examiner.
Le 14 février, le gouvernement a subi un premier revers à l'Assemblée avec le rejet de l'article 2 du projet instaurant l'index des seniors, par 256 voix contre, 203 voix pour et huit abstentions.
Le 15 février, pour permettre un vote sur l'article 7 du projet de réforme, faisant passer l'âge légal de départ à la retraite de 62 ans à 64 ans, la NUPES retire 90 % de ses amendements. Le Parti socialiste retire 80 de ses 110 amendements, hors amendements portant donc sur l'article 7 et les suivants. Néanmoins, pour Marine Le Pen « il apparaît clairement qu'aucun vote ne sera possible sur l'article 7 » aussi, elle dépose une motion de censure avec le groupe Rassemblement national « afin que les députés opposés » à la réforme puissent se prononcer.
Après 20 jours de débats, l'examen du projet se termine le 17 février à minuit, seuls les deux premiers articles ont fait l'objet d'un vote sur les 20 articles[Lesquels ?] du projet de réforme. Le 18 février la motion de censure du RN est repoussée avec seulement 89 voix favorables,.

#### Stratégie politique
Le gouvernement fait le choix, critiqué par l'opposition, de passer par un budget rectificatif de la Sécurité sociale pour faire voter sa réforme des retraites, réduisant à 20 jours la durée du débat parlementaire.
Environ 20 000 amendements, ont été déposés avant l'examen du projet de loi concernant la réforme des retraites à l'Assemblée nationale, ce qui ralentit la procédure.
Les députés de la Nouvelle Union populaire écologique et sociale (NUPES) déposent plusieurs milliers d'amendements dont près de 13 000 par La France insoumise (LFI). Au cours des débats, la NUPES est divisée sur la nécessité de retirer ou pas des amendements afin de permettre, en particulier, un vote sur l'article 7 qui prévoit le recul de 62 à 64 ans de l'âge légal de départ à la retraite. Les partisans du retrait des amendements estiment qu'un vote obligerait la droite à assumer son soutien à la réforme, tandis que La France insoumise, qui souhaite maintenir ses amendements (décision à une voix près en réunion du groupe LFI), craint que l'adoption de la réforme par l’Assemblée ne conduise à la démobilisation du mouvement social,. Le groupe LFI souhaite également pouvoir discuter en profondeur de ses propositions alternatives de financements du système des retraites, comme la taxe sur les superprofits ou la mise à contribution des dividendes et des plateformes type Uber. Le député communiste Sébastien Jumel appelle au retrait des amendements. Cette ligne politique est suivie par les socialistes et les écologistes. Jean-Luc Mélenchon critique le Parti communiste : « Incompréhensible retrait des amendements du PCF. Pourquoi se précipiter à l'article 7 ? Le reste de la loi ne compte pas ? Hâte de se faire battre ? »,. Le 15 février, le Parti socialiste retire 80 de ses 110 amendements, hors amendements portant sur l'article 7 et les suivants. Le 19 février, le secrétaire général de la CGT Philippe Martinez regrette le maintien des amendements LFI qui ont empêché un vote sur l'article 7.
Les Républicains ont déposés 617 amendements, Éric Ciotti décide le 18 février de démettre de ses fonctions de numéro 2 du parti, Aurélien Pradié, celui-ci étant opposé à certains dispositifs de la réforme des retraites pourtant soutenue par LR.
Renaissance a déposé plus de 400 amendements.
Le Rassemblement national a déposé 200 amendements.
Le 17 février, Horizons en plus de ses 80 amendements dépose un amendement réclamant 43 ans de cotisation maximum pour bénéficier de la retraite à taux plein.
Le Mouvement démocrate a également déposé 80 amendements.

#### Sondage après les débats
Selon un sondage Ifop pour le Le Journal du dimanche publié le 19 février, à l'issue des débats à l'Assemblée, 25 % des Français pensent que le RN « incarne le mieux l'opposition à la réforme ». Alors que 23 % considèrent que c'est la NUPES. Les Républicains arrivent en troisième position avec 9 %.

### Examen au Sénat

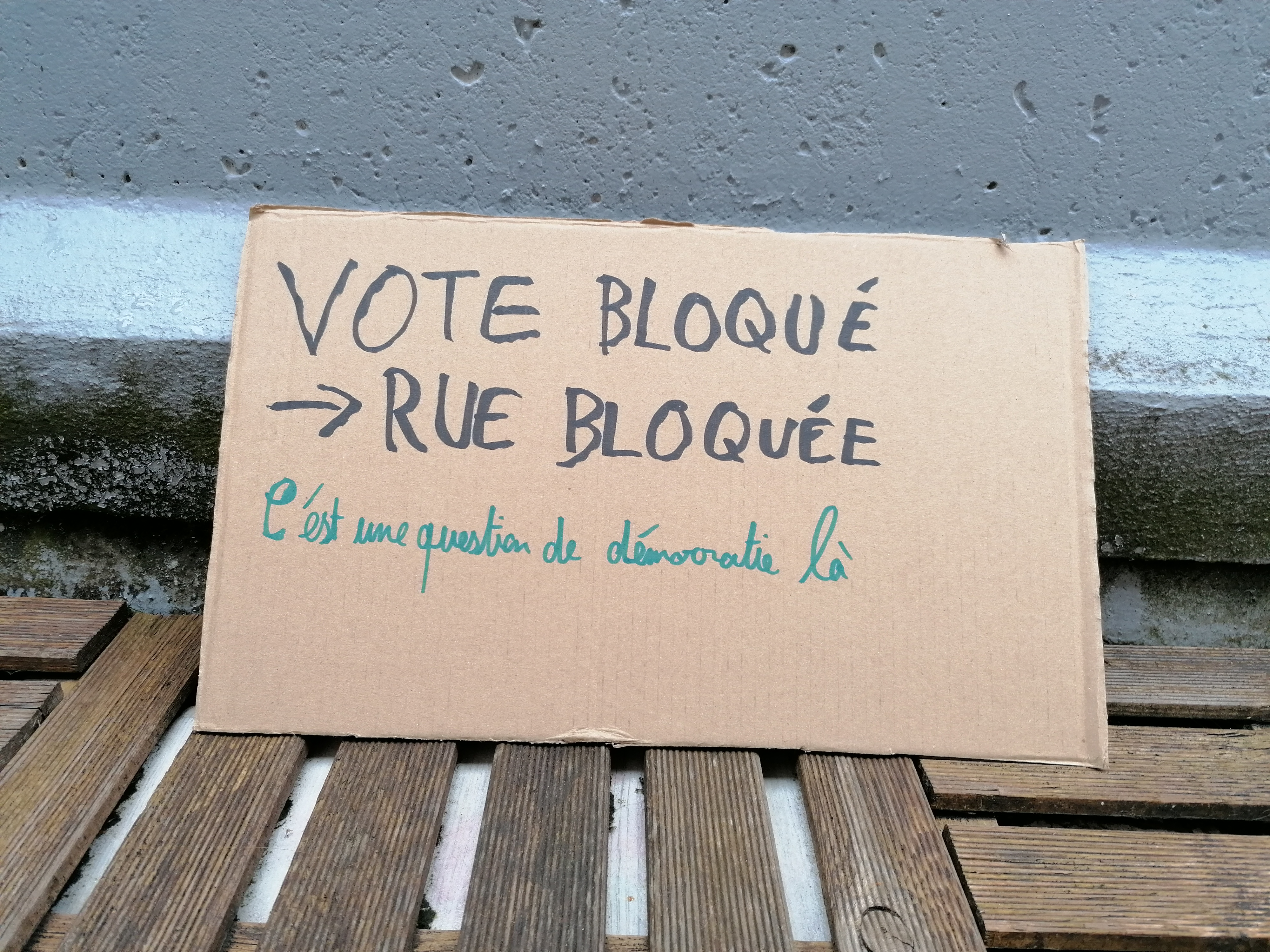
Pancarte brandie lors d'une journée de manifestation nationale, le 11 mars 2023 à Bourgoin-Jallieu (Isère), contre le projet de réforme des retraites et contre l'utilisation de l'article 44-3 de la Constitution, quelquefois surnommé "article du vote bloqué" par les opposants à la réforme.

Le texte doit être débattu en commission du Sénat à partir du 28 février et le 2 mars en séance. L'examen du texte doit se clore au plus tard le 12 mars.
Les groupes de gauche choisissent de se coordonner et de présenter un nombre restreint d'amendements, environ 3 000, pour permettre un vote sur les différents articles de la réforme. Des divergences apparaissent en matière d’alternatives, puisqu’au Sénat les socialistes sont favorables au maintien des 62 ans comme âge légal de départ, alors que les communistes souhaitent le rétablissement de la retraite à 60 ans. Les groupes LR et UDI défendent la réforme mais entendent en durcir certains points, notamment sur les régimes spéciaux.
Le 5 mars, le Sénat vote l'article 1 du projet de loi qui supprime progressivement l'ensemble des régimes spéciaux excepté celui des sénateurs, et l'adopte par 233 voix pour (67 %) et 99 contre (28 %).
Le 8 mars, alors que l'opposition sénatoriale défend ses amendement, Bruno Retailleau, président du groupe Les Républicains au Sénat, annonce utiliser l'article 38 du règlement pour limiter les prises de paroles et ainsi accélérer la procédure. Cette utilisation provoque la colère de l'opposition, qui quitte alors l'hémicycle.
Le 9 mars, l’article 7 concernant le report de l’âge de départ à la retraite à 64 ans est voté et adopté par le Sénat, avec 201 votes pour et 115 contre.
Le 10 mars, le ministre du travail Olivier Dussopt annonce déclencher l'article 44.3, qui impose au Sénat un vote bloqué, c'est-à-dire s'appliquant à l'ensemble du texte et des amendements proposés par le seul gouvernement, pour la partie qui n'a pas encore été votée.
Le 12 mars, le texte est adopté.

#### Stratégie politique
Le texte transmis par le gouvernement au Sénat rétablit l’article 2 de la réforme, rejeté par l'Assemblée nationale, et supprime une partie des amendements adoptés par les députés. Une décision permise par l'article 47.1 de la Constitution, qui permet de faire adopter un texte de loi sans qu’il soit voté par l’Assemblée et le Sénat, grâce à des ordonnances exceptionnelles non soumises à habilitation et ratification parlementaires. Olivier Véran, porte-parole du gouvernement, indique que les sénateurs LR seront entendus afin de « modifier, amender et améliorer » le projet de réforme.
La France insoumise demande « solennellement » aux « sénateurs de la Nupes » de « tout faire pour empêcher l’adoption de la retraite à 64 ans au Sénat ». Les sénateurs de gauche, considèrent cette intervention comme une ingérence et décident d'une autre stratégie pour s’opposer à la réforme. Pour la sénatrice communiste Cathy Apourceau-Poly : « L’intersyndicale demande à ce que l’article 7 soit débattu. Chacun doit rester à sa place mais on doit quand même écouter cette unité syndicale. Jean-Luc Mélenchon a un peu raison tout seul ».

### Commission mixte paritaire (CMP)
La commission mixte paritaire se réunit le 15 mars. Elle est conclusive.
Le rapport et le texte de cette commission mixte paritaire doivent être adoptés par les deux chambres du parlement afin que la loi puisse être considérée comme définitivement adoptée. À défaut, une deuxième lecture débute.

#### Sénat
Le texte est adopté le jeudi 16 mars au matin par 193 voix contre 114.

#### Assemblée nationale
En début d'après-midi, le 16 mars, la Première Ministre Élisabeth Borne décide d'engager la responsabilité du gouvernement, selon la procédure définie par le 3e alinéa de l'article 49 de la constitution sur le texte adopté la veille par la CMP. Une motion de censure transpartisane déposée par le groupe LIOT est examinée le 20 mars, et est est rejetée à 9 voix près (278 voix pour la motion de censure sur les 287 nécessaires à son adoption). Cependant, ce faible écart de voix montre, selon certains analystes, une forme de fragilisation de l'exécutif.

### Saisine du Conseil constitutionnel
Sitôt le texte de la loi voté, la Première ministre saisit le Conseil constitutionnel. L'opposition de gauche et d'extrême droite déposent également une saisine, ainsi qu'une demande de référendum d'initiative partagée déposée par la NUPES. Dans sa décision du 14 avril 2023, le Conseil constitutionnel valide l'essentiel du texte de loi et en censure les "cavaliers sociaux" au motif qu'ils n'avaient par leur place dans une loi de finance. Le RIP est également rejeté. La loi est promulguée par le Président de la République dans la foulée.
Le 13 avril 2023, la gauche dépose une deuxième demande de RIP. Il est rejeté le 3 mai 2023.

## Accueil de la proposition de réforme

### Position des organisations syndicales et patronales
Les huit principaux syndicats français (CFDT, CGT, FO, CFE-CGC, CFTC, UNSA, Solidaires, FSU) appellent le 10 janvier à une journée de grève et de mobilisations le jeudi 19 janvier.
Les organisations patronales (MEDEF, CPME, U2P) sont globalement satisfaites de la réforme, à l'exception de la mise en place d'un « index senior » qui a pour but d'évaluer l'emploi des seniors dans chaque entreprise.

### Position des partis politiques et du gouvernement
- L'ensemble des partis de gauche (LFI, PS, EELV, PCF) prônent le rabaissement de l'âge légal à 60 ans et du nombre d'annuités à 40[145]. Ils ont appelé à rejoindre la première journée de mobilisation organisée par les syndicats le 19 janvier[143]. LFI décide le 10 décembre de participer à une « marche pour nos retraites » organisée le 21 janvier par de nombreuses organisations de jeunesses[146]. À l'initiative des élus communistes, une centaine de députés de la Nupes dépose le 24 janvier une demande de référendum sur le projet de réforme des retraites[147], mais comme il ne peut y avoir qu'une seule motion référendaire, après tirage au sort, c'est finalement celle du Rassemblement national qui doit être débattue[148]. À la fin des débats, plusieurs membres de la Nupes critiquent la stratégie adopté par LFI[149].
- Le groupe LIOT à l'Assemblée nationale annonce qu'il voterait contre la réforme des retraites et pour la motion référendaire déposée par la NUPES.
- Le Rassemblement national est opposé à la réforme et annonce que ses députés voteront contre, mais n'appelle pas à manifester dans la rue[150] et se montre critique envers les syndicats. Le politologue Jean-Yves Camus souligne que l'antisyndicalisme est « ancré dans la culture du parti […] le RN en joue, en rappelant les défaites syndicales de ces dernières années, pour tenter de s’approprier les travailleurs déçus »[151]. Le parti dépose une motion référendaire dont le texte est examiné le 6 février dans l’hémicycle[148]. Le RN a déposé une motion de censure afin de tenter de faire démissionner le gouvernement[121]. Lors du vote le 18 février, la motion est rejetée ; elle obtient 89 voix favorables, soit la totalité des suffrages des 88 députés du RN plus celui de Nicolas Dupont-Aignan[121],[120].
- Les Républicains soutiennent la réforme et envisagent de la soutenir au Parlement[152]. Cependant, malgré l’accord du parti avec la majorité présidentielle, de nombreux députés pourraient ne pas voter pour. En effet, le 23 janvier, France Inter a sondé chacun d'entre eux : « Seuls 15 nous ont assuré qu’ils voteraient « pour » […]. 16 élus voteraient aujourd’hui « contre » […]. On dénombre également sept « abstentions » et quatre « indécis », les 20 députés restants ayant refusé de répondre. »[153]
- Bien que la majorité présidentielle soit à l'origine du projet de réforme des retraites, une minorité de ses parlementaires s'y opposent. Dans les rangs de Renaissance ou Horizons, quelques-uns critiquent la réforme, dont l'ancienne ministre Barbara Pompili[154], le député de la Mayenne Yannick Favennec-Bécot[155] et le député de l'Hérault Patrick Vignal[156]. Au sein du MoDem, certains députés émettent des doutes. Le député du Haut-Rhin Bruno Fuchs n'est pas sûr de voter la réforme[157] et le député du Loiret Richard Ramos appelle à entendre les Français « qui ont entre 53-54 ans et 58-60 ans »[158]. Cependant, d'autres souhaitent aller plus loin en augmentant le temps de travail hebdomadaire afin de générer plus de cotisations sociales[159]. Face à ces réticences, le groupe LREM déclare que ses membres qui ne voteraient pas la réforme seraient exclus du groupe[160].
- Le 24 janvier, au nom de la solidarité ministérielle, le ministre Franck Riester est recadré par Élisabeth Borne, pour avoir déclaré que les femmes seront plus pénalisées que les hommes par cette réforme[161],[162],[153],[163].
- Le 29 janvier, dans une interview à France Info, Élisabeth Borne réaffirme que l'âge de départ à 64 ans n'est « plus négociable ». Concernant la déclaration de Franck Riester, ministre chargé des Relations avec le Parlement ayant reconnu le 23 janvier que les femmes sont « un peu pénalisées par le report de l'âge légal, [elle] n'en disconvient absolument pas ». Elle indique ne pas fermer la porte à une discussion sur la question de l'utilisation des trimestres de maternité et d'éducation pour les femmes qui ont eu des enfants[164].

### Sondages d'opinion sur la réforme
Concernant le recul à 64 ans de l'âge minimum de départ à la retraite, le 9 janvier 2023, 80 % des Français y sont opposés et 16 % y sont favorables selon un sondage Odoxa-AGIPI pour Challenges et BFM TV.
Selon un sondage Elabe réalisé le 11 janvier 2023 pour BFM TV après les annonces faites par la Première ministre Élisabeth Borne et les ministres concernés, 59 % des Français sont opposés à la réforme des retraites et 60 % approuvent la mobilisation.
Un sondage Ifop du 15 janvier 2023 pour L'Humanité indique que 68 % des Français sont opposés à ce projet de réforme. L'opposition est particulièrement forte chez les moins de 35 ans, les classes populaires et intermédiaires et les chômeurs, mais plus basse chez les retraités.
Selon un sondage réalisé le 1er février 2023 par Ipsos/Sopra Steria pour France Info et France Télévisions, environ sept personnes interrogées sur dix « soutiennent » les mobilisations (72 %) et les grèves (69 %). Ce soutien augmente respectivement de sept points et de dix points par rapport à la dernière enquête réalisée en janvier. Le soutien se concrétise notamment dans la collecte élevée de fonds pour les grévistes via les caisses de grève.

## Manifestations et grèves en 2023

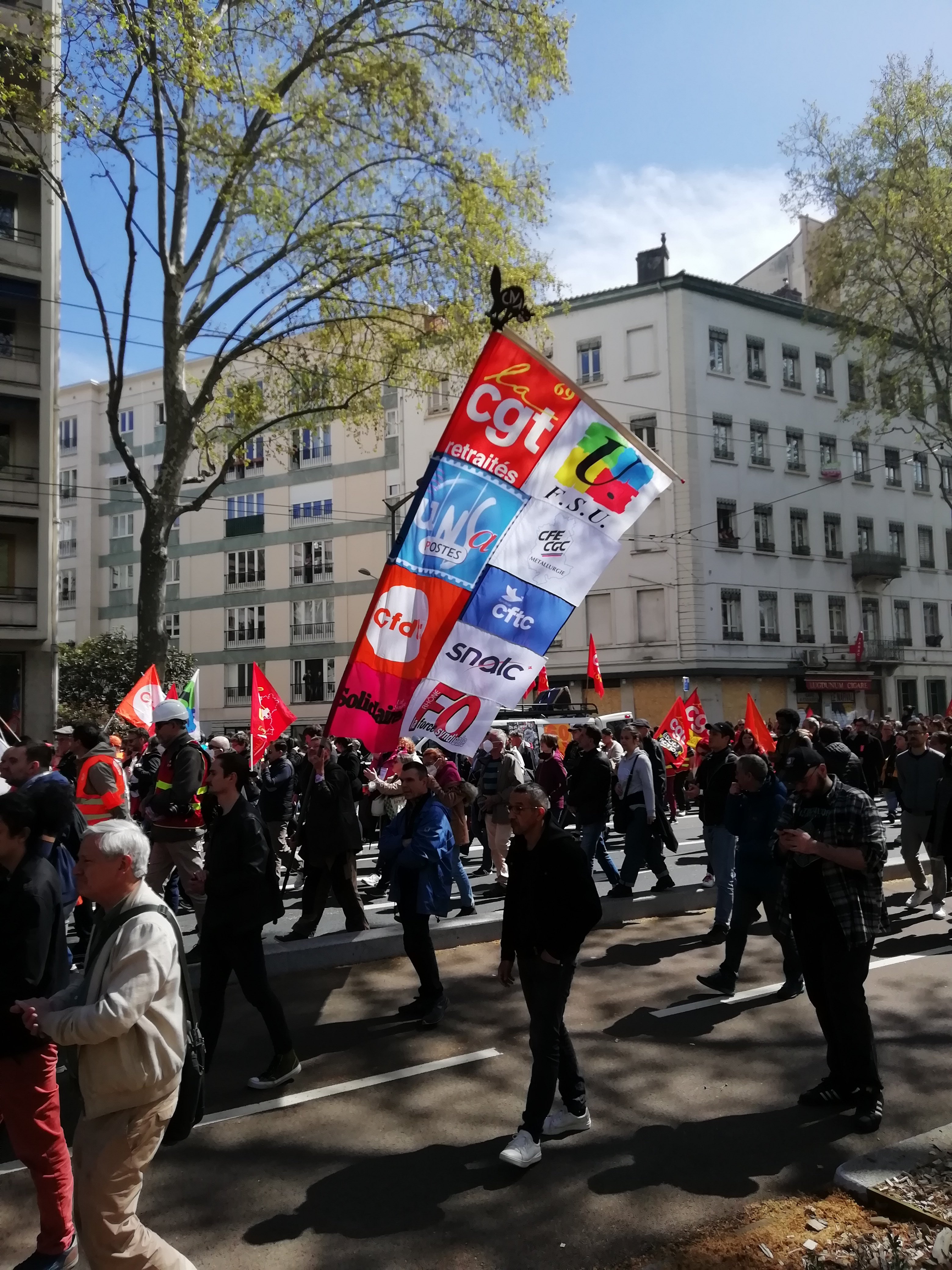
Drapeau d'unité syndicale dans les manifestations contre le projet de réforme des retraites, à Lyon le 13/04/2023.

Le mouvement social se structure autour d'une initiative commune lancée par une intersyndicale, regroupant huit syndicats (CGT, CFDT, FO, CFE-CGC, CFTC, UNSA, Solidaires, et FSU).
Un premier appel à la grève est lancé le 19 janvier et connaît une forte mobilisation dans les secteurs de l'énergie (EDF, Engie, GRDF, Enedis, raffineries), des transports (SNCF, RATP), de l'éducation nationale, de la fonction publique. Emmanuel Macron, en déplacement à Barcelone avec une partie du gouvernement, fait valoir que le processus sera poursuivi « avec respect, esprit de dialogue, mais détermination et esprit de responsabilité » et que la réforme des retraites a été « démocratiquement présentée, validée ». Malgré la très forte affluence dans les manifestations, le gouvernement fait part de son intention de ne pas céder sur le passage de l'âge légal de départ à la retraite à 64 ans, ce qui est dénoncé par les syndicats les plus réformistes comme une « surdité » susceptible d’entraîner un durcissement.
Le 19 janvier, la première journée de manifestations est la plus forte mobilisation de ces trente dernières années. Elle regroupe entre 1,12 million de manifestants, selon le ministère de l'Intérieur, et deux millions selon les syndicats.
Le 31 janvier, une deuxième journée de mobilisation est planifiée par l'intersyndicale. La mobilisation s'est renforcée par rapport aux manifestations du 19 janvier, avec 1,27 million de manifestants selon le ministère de l'Intérieur, et 2,5 ou 2,8 millions de manifestants selon les syndicats.
Le 7 février, pour la troisième journée de mobilisations, 757 000 personnes manifestent en France, selon le ministère de l'Intérieur, près de deux millions, selon la CGT.
Le 11 février, pour la quatrième journée de mobilisations sociales, plus de 2 500 000 personnes manifestent, selon la CGT et 963 000 personnes, selon la place Beauvau. De plus, l'intersyndicale de la RATP appele à une grève reconductible à partir du 7 mars, date annoncée pour une nouvelle grande manifestation unitaire syndicale.
Le 16 février, pendant les vacances scolaires pour une partie des Français, le nombre de manifestants est le plus faible, depuis le 19 janvier, avec 1,3 million de manifestants revendiqués par la CGT et 440 000 manifestants selon le ministère de l'Intérieur, chiffres qui seront révélés comme étant mensongers par le Canard Enchainé.
Le 7 mars, l’intersyndicale appelle à une France « à l’arrêt » par une grève massive partout dans le pays. En termes de manifestations, cette journée dépasse les chiffres du 31 janvier et devient la plus grosse journée de mobilisation depuis plus de 40 ans en France. Des grèves reconductibles sont décidées dans des secteurs tels que les transports (SNCF, RATP…), les raffineries, chimie, ports et docks, etc.
Le 25 mars, Élisabeth Borne affirme que ce projet est voulu par la majorité des Français ; elle dit avoir fait tous les compromis nécessaires à la bonne marche de ce projet et qu'elle ne renoncera pas à convaincre les Français de sa nécessité, au grand mécontentement des syndicats voulant continuer à manifester contre celui-ci en disant que tant que le texte n'est pas promulgué au conseil constitutionnel, son éventuel retrait reste possible.
Cette même journée, de nombreuses manifestations ont encore eu lieu partout en France, en particulier à Nice devant le Jardin Albert 1er, où devait avoir lieu, en présence d'Éric Ciotti, l'inauguration du Festival des jardins de la Côte d'Azur, finalement annulée à la suite du rassemblement pacifique de 450 personnes, rassemblement déplacé tout de même en raison de la présence nombreuse de la police dans cette ville, contrairement à Caen où une manifestation cette fois plus violente a dégénéré en affrontement avec les forces de police présentes sur les lieux. Manifestations avec de petits rassemblements mais nettement en baisse, le président Macron étant d'accord quant à lui pour discuter avec les syndicats sur différents projets mais non revenir sur celui de la Réforme présentée par Borne mi-mars 2023.

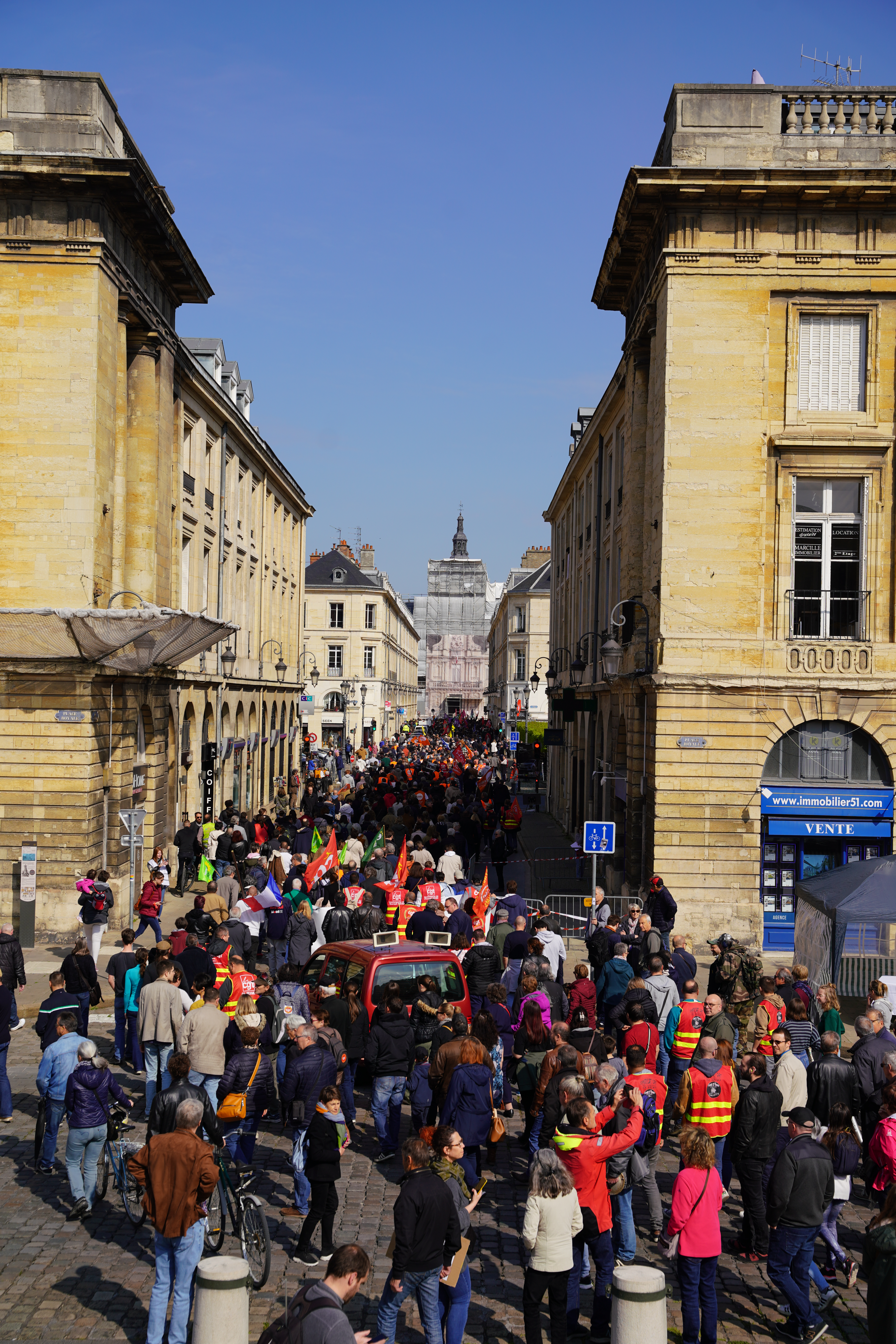
Le 1 mai 2023 à Reims.

Le 28 mars de nouvelles manifestations fortement encadrées ont lieu en France, rassemblement avec risque de tension surtout dans le chemin de fer où un cheminot a perdu un œil cette semaine lors d'une des nombreuses manifestations ayant émaillé la France.
Un incident a lieu le 6 avril vis a vis de la député Martine Froger qui a été fortement vilipendée et aspergée d’eau par la foule manifestant à Foix. Une manifestation pacifique et peu nombreuse mais marquante s'est déroulée ce même jour à Guichen. Deux manifestations initiées notamment par la Cgt ont lieu également le samedi 8 avril à Salon-de-Provence à partir de 10het à La Baule à 11h du matin.
Une manifestation nationale a encore lieu le 13 avril 2023 à l'appel de l'Intersyndicale, à la veille de la séance du conseil constitutionnel présidé par Laurent Fabius qui doit ou non valider la loi sur la Réforme des retraites préparée et validée initialement par la première ministre Élisabeth Borne.
Le 1er mai, jour de la fête du travail, 301 manifestations regroupent 2,3 millions de personnes selon la C.G.T.

### Cortèges LGBT et "pink bloc"
Le 17 janvier 2023 le collectif LGBTI et marxiste les inverti·e·s publie conjointement sur Têtu et Mediapart une tribune "Pour une retraite radieuse des LGBTI" signée par une centaine d'organisations et personnalités LGBTI - parmi lesquelles Paul B. Préciado, Océan, Fatima Daas, Pablo Pillaud-Vivien (rédacteur en chef de Regards), Habibitch, Nicolas Framont, Juliet Drouar, Soa De Muse. Les signataires de cette tribune s’inquiètent de la précarisation accrue par cette réforme sur des populations déjà précarisés.
Le collectif les inverti·e·s sera à l'initiative, à Paris, de cortèges unitaires LGBTI, appelés Pink blocs, regroupant de nombreuses organisations comme ActUp Paris, FièrEs, l'InterLGBT, Queers Parlons Travail, Les féministes révolutionnaires, l'assemblée féministe Montreuil, Queers Racisés Autonomes, Diviines LGBTQIAP+, etc. Avant chaque date de mobilisation le collectif les inverti·e·s publie sur ses réseaux sociaux "des memes" contre la réforme des retraites, images humoristiques référençant des éléments de la culture populaire et des icônes LGBTI tels que Madonna, Rihanna, RuPaul’s Drag Race, Aya Nakamura, Les Supers Nanas, Paris Hilton. Ils sont imprimés et distribués sous forme de pancartes dans les manifestations. Par exemple une image de la chanteuse Dalida est détournée et accompagnée du sous-titre "Il venait d'avoir 60 ans, c'était le plus bel argument, de sa retraite!". La banderole principale détonne également par l'usage de la formule humoristique "Marre de simuler nos retraites, on veut en jouir". Leurs slogans sont scandés sur de la musique techno et interpellent contre la réforme des retraites mais également contre les LGBTphobies à l'instar du « Macron on t’encule pas, la sodomie c’est entre ami·e·s ». Le collectif inverti·e·s utilise des grandes couvertures de survie dorées en guise de drapeaux.
Le 7 mars 2023 les Inverti·e·s revendiquent "le plus gros pink bloc de l’histoire française" regroupant plusieurs milliers de personnes dans le cortège Parisien.

### Complotisme et menaces de mort sur des élus
Quelques députés ont reçu des menaces de mort[réf. à confirmer], dont certaines à consonance antisémite pour Xavier Iacovelli et Yaël Braun-Pivet[réf. à confirmer], ; Karine Lacombe a semble-il aussi été visée initialement par la même personne, menaces qui se sont également renouvelées en avril 2023[réf. à confirmer]. La véracité de ces menaces est remise en cause par certains grands médias, eux-mêmes fortement critiqués par Conspiracy Watch.

### Critiques étrangères sur le maintien de l'ordre dans les manifestations
L'inflexibilité du gouvernement et du président face au mouvement social, ainsi que les controverses autour du maintien de l'ordre lors des manifestations, suscitent de nombreux commentaires de la part de gouvernements et de médias étrangers. L'Iran et la Russie se permettent eux-mêmes de donner des leçons à la France sur ce sujet[non neutre],.

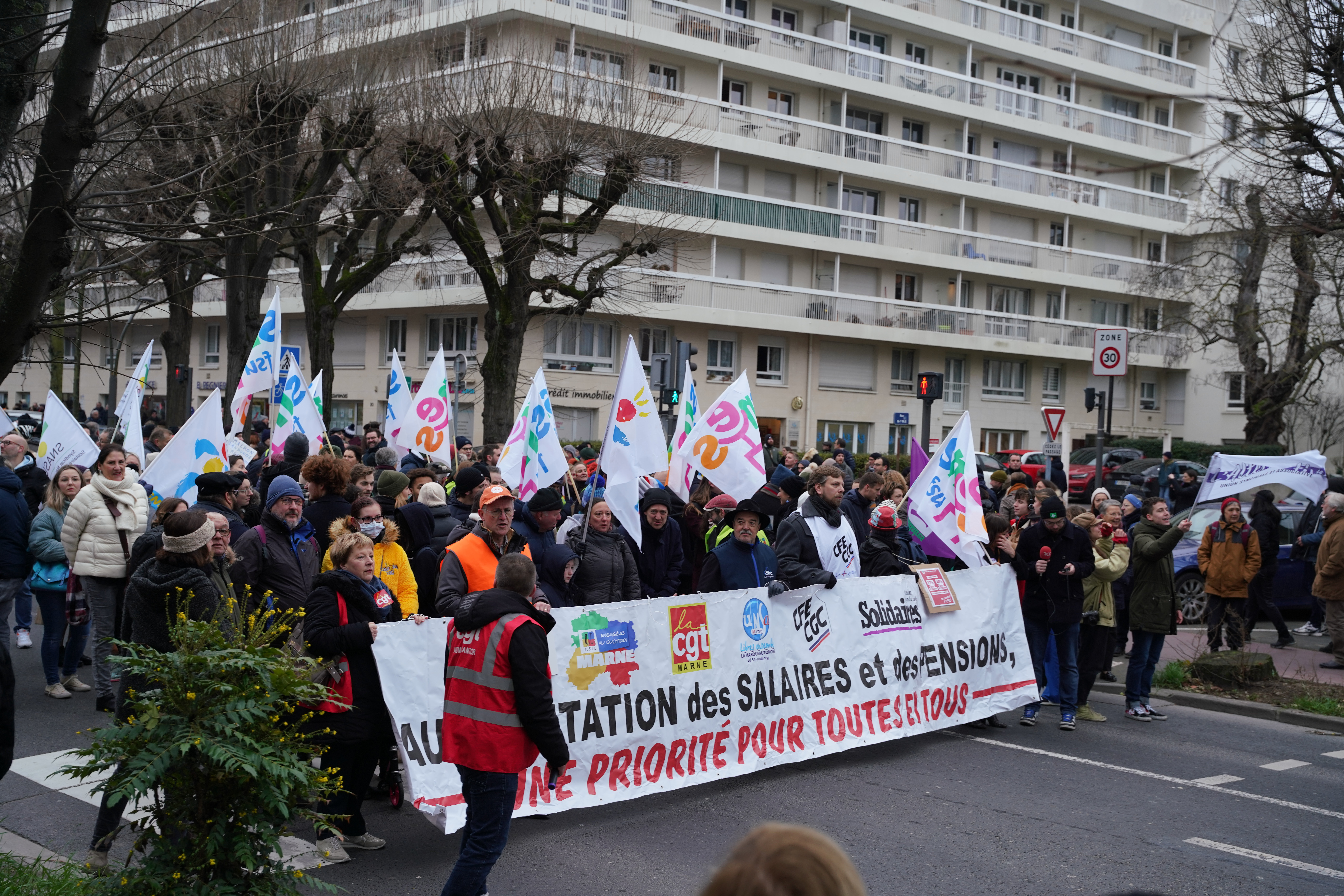
Manifestation du 19 janvier à Reims.
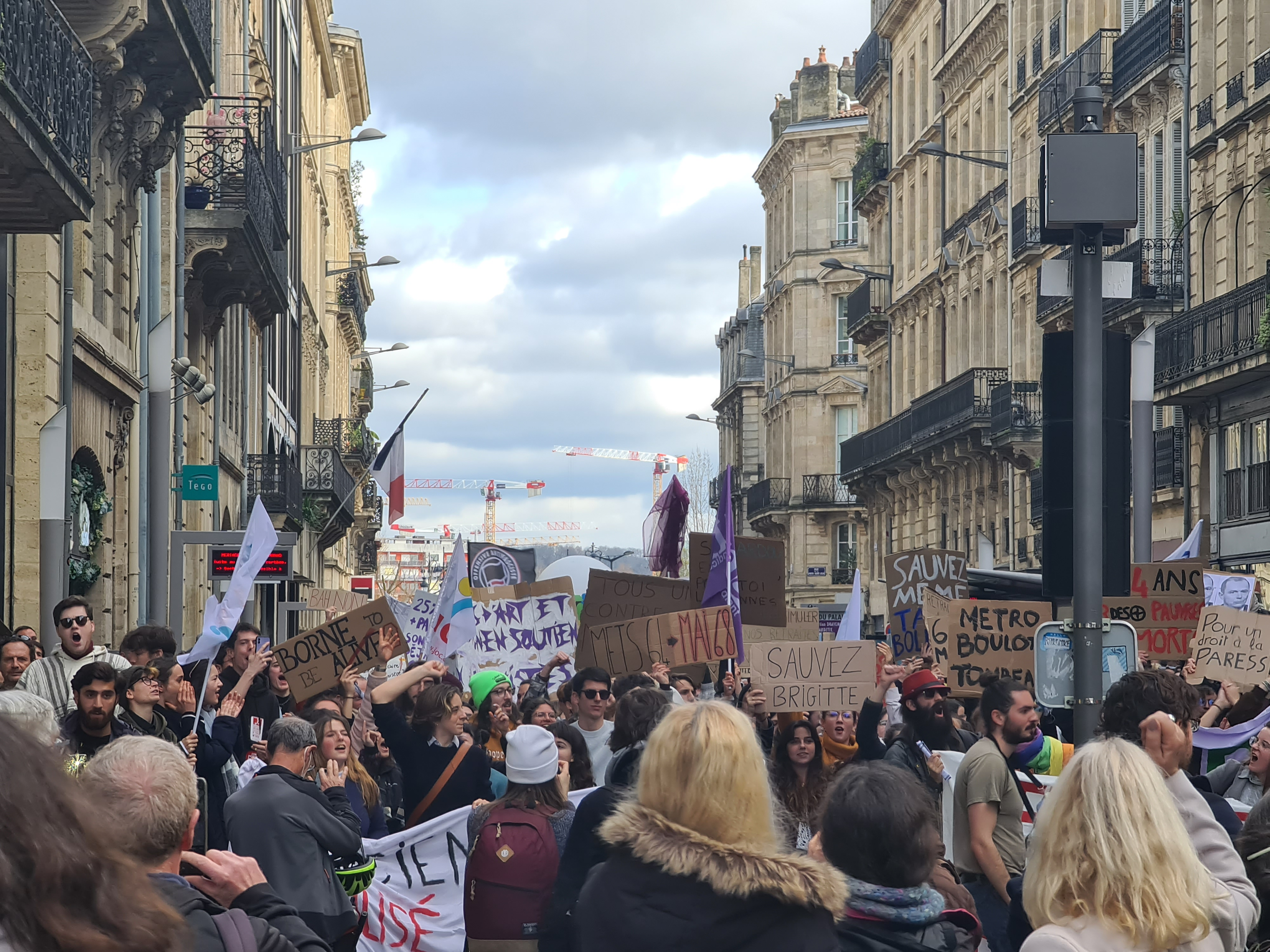
Manifestation du 31 janvier 2023 à Bordeaux.
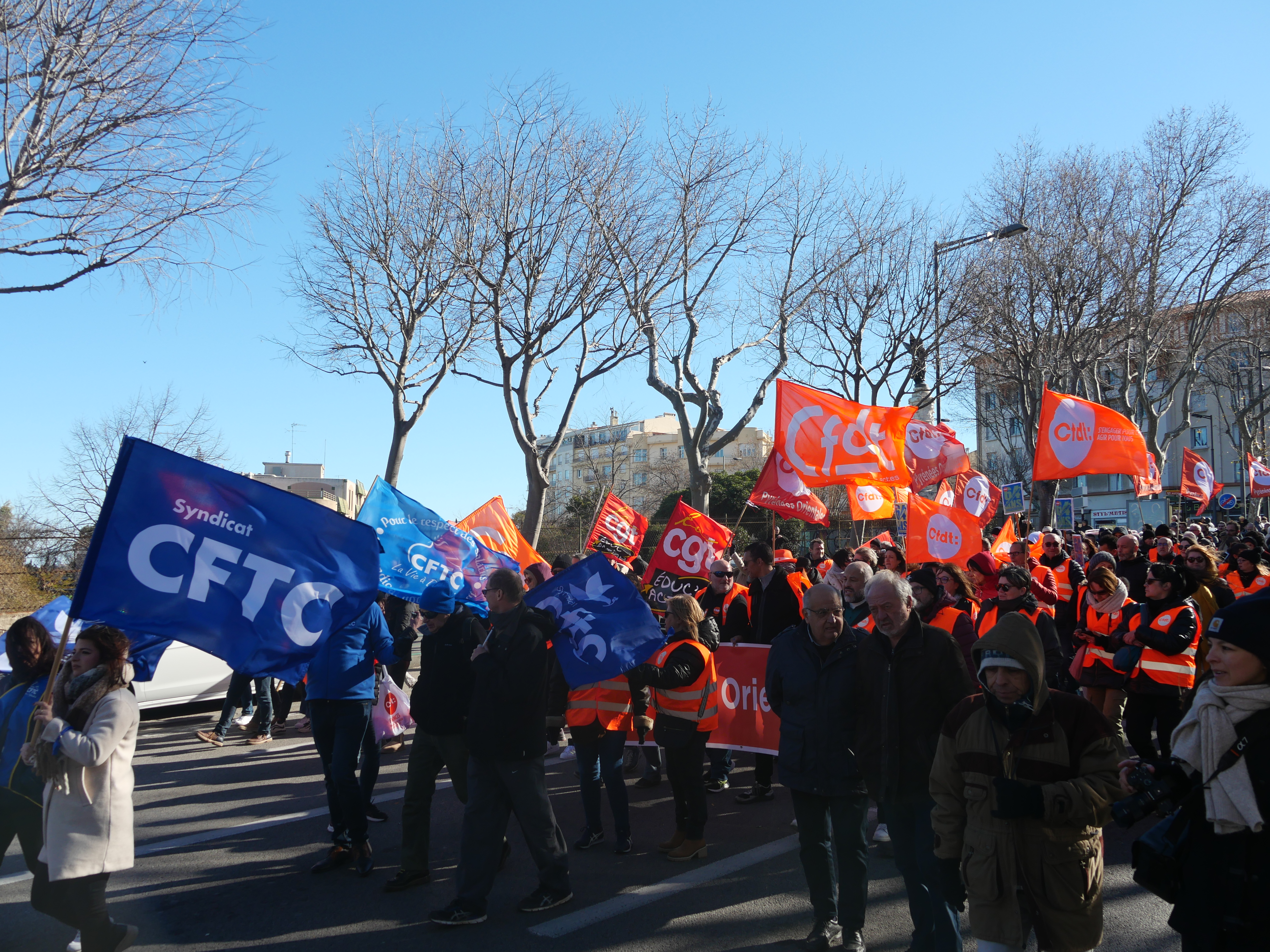
Manifestation du 31 janvier 2023 à Perpignan.
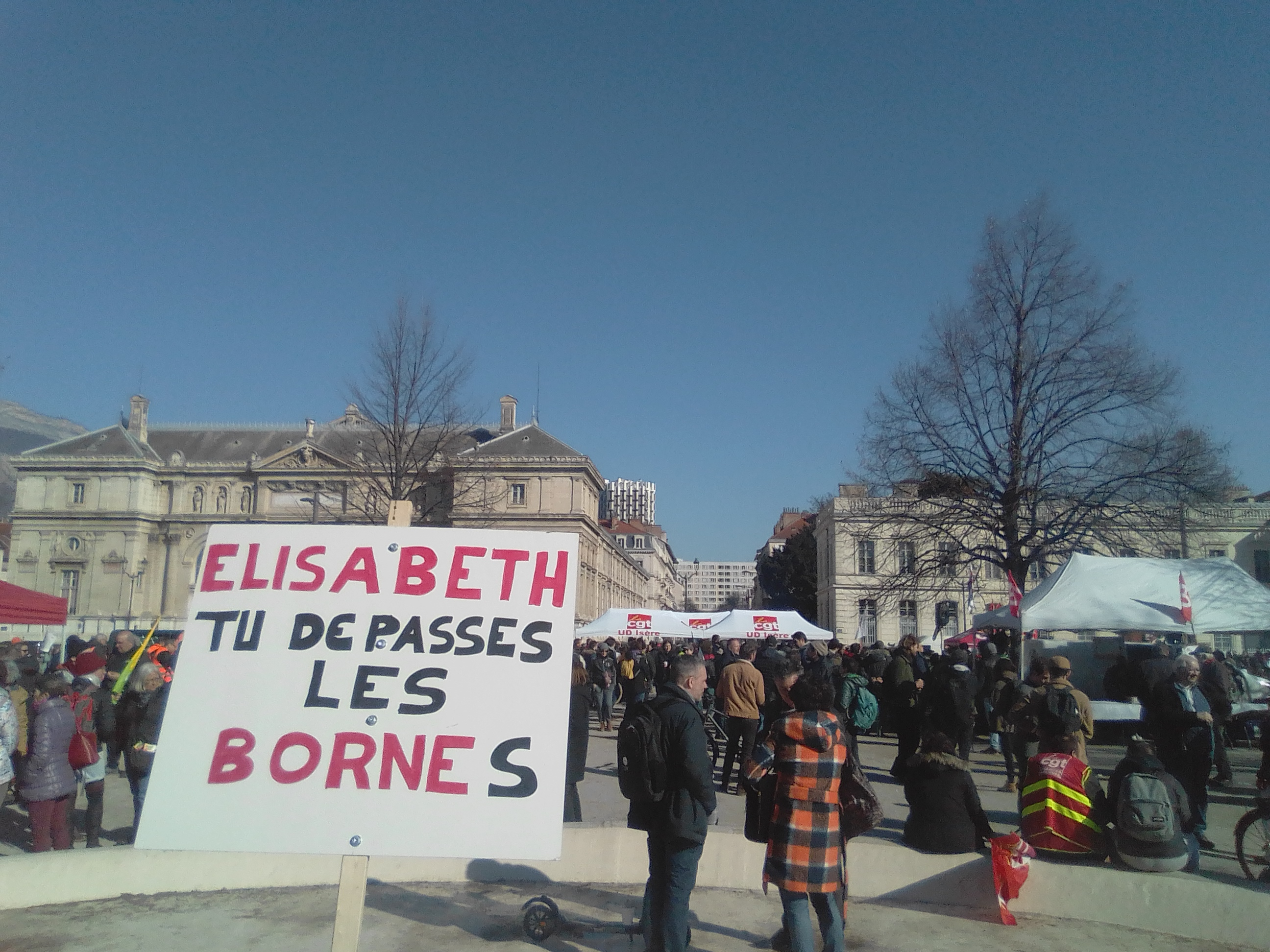
Manifestation du 7 février à Grenoble.
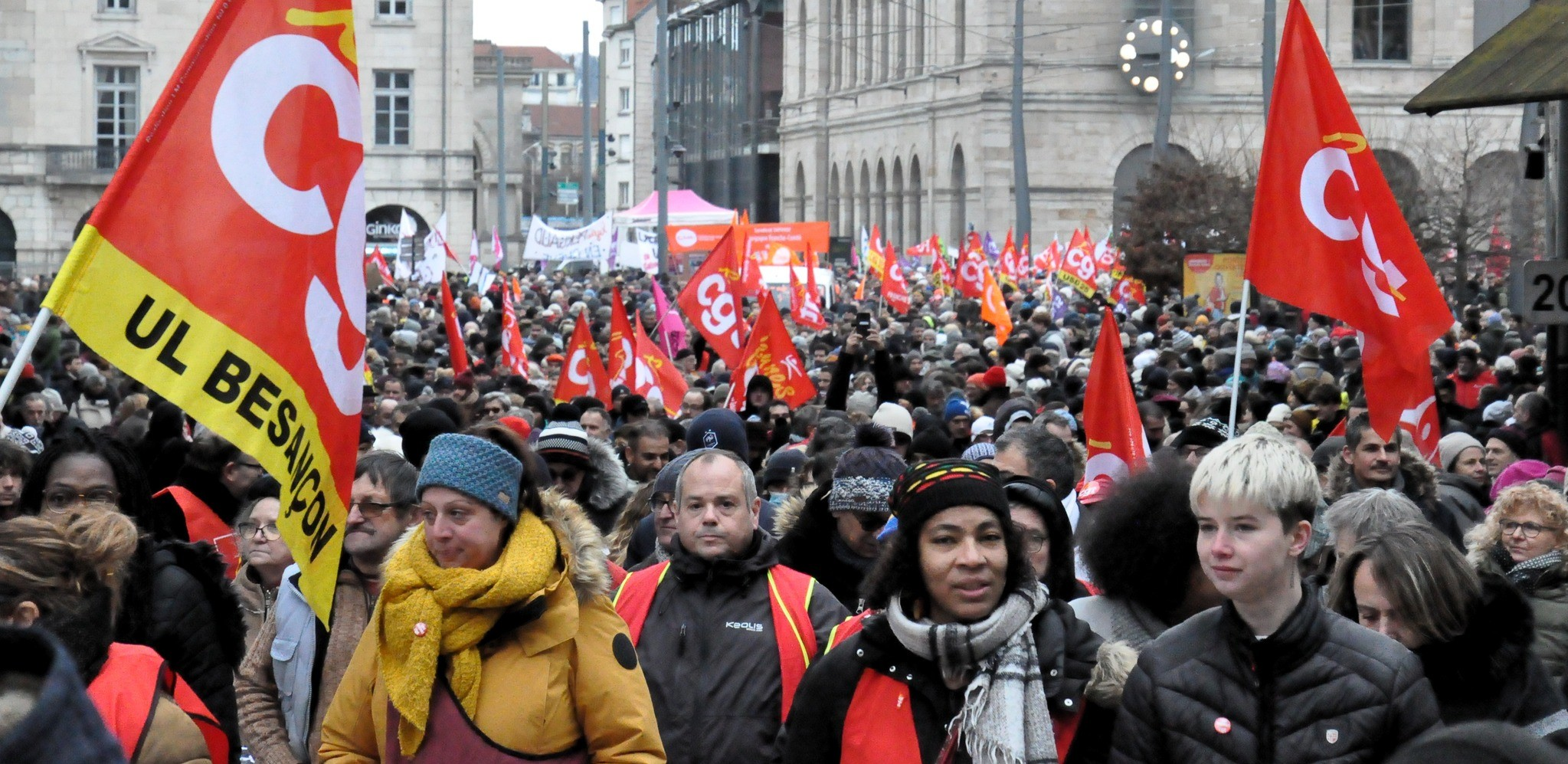
Aperçu de la manifestation du 19 janvier, à Besançon.
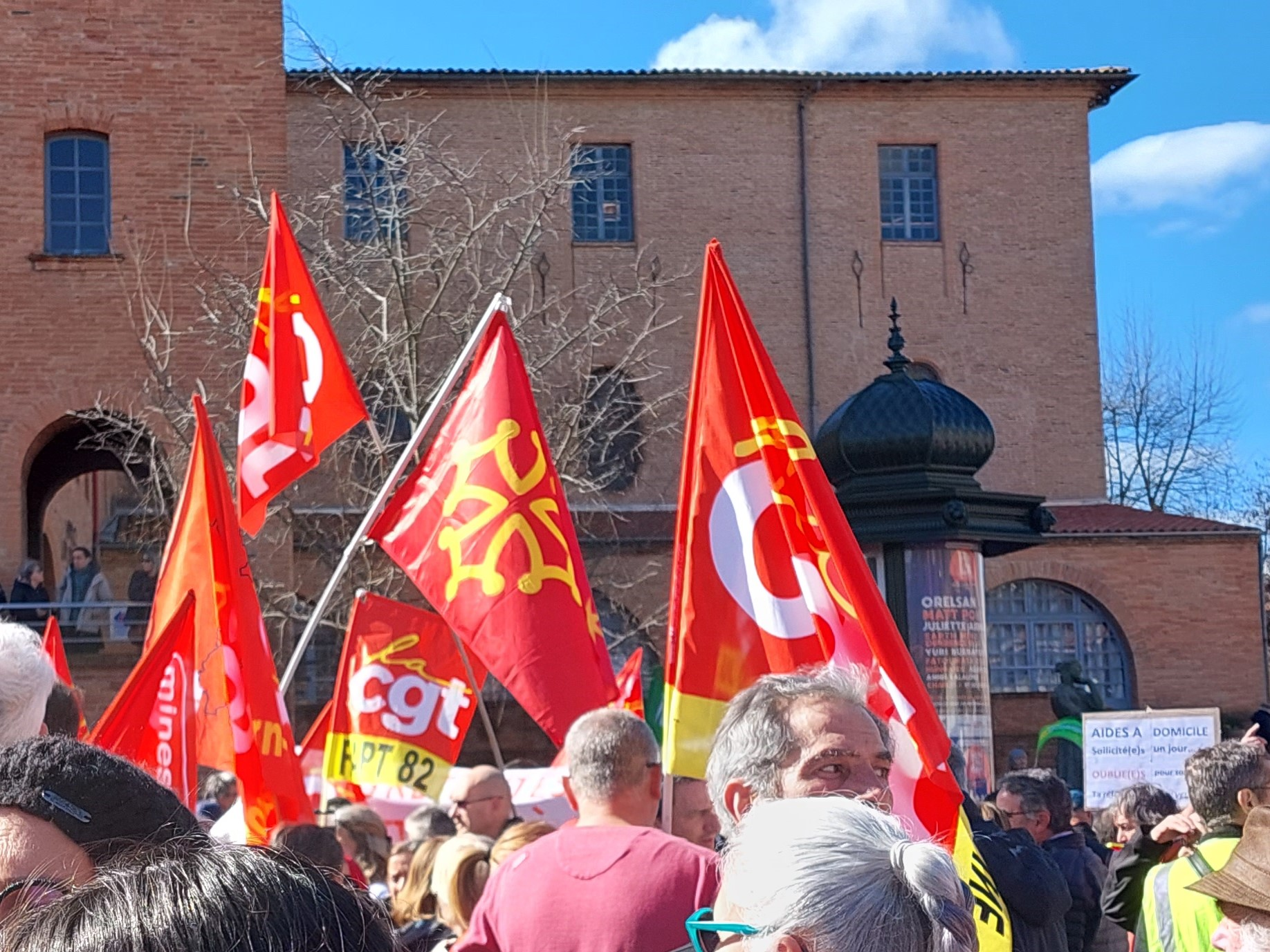
Manifestation du 15 mars en Occitanie à Montauban.

### Casserolades, appel à éteindre son disjoncteur électrique et feux de poubelles
Le 17 avril 2023, après qu'Emmanuel Macron ait promulgué de manière rapide la loi sur la réforme des retraites dans la nuit du 15 au 16 avril, soit quelques heures après sa validation par le controversé Conseil Constitutionnel, des appels sont lancés pour boycotter l'allocution télévisée du Président entre 20h et 20h30. Notamment, l'association ATTAC appelle à organiser des casserolades devant toutes les mairies de France ou depuis son balcon après avoir éteint son poste de télévision. Par ailleurs, sur les réseaux sociaux sont lancés des appels (à priori anonymes mais pouvant parfois émaner de travailleurs du secteur énergie) à organiser un « blackout électrique » en coupant son disjoncteur exactement entre 20h et 20h30. Sans qu'il y ait eu véritablement de blackout électrique l'observation après coups des courbes de variations de demandes électriques par rapport aux prévisions a servi d'indicateur grossier de la participation à cette action de blackout mais pas aux casserolades et au boycott de l'allocution présidentielle.
En fin de soirée, des feux de poubelles ont pu avoir lieu dans certains cortèges qui ont suivi les casserolades.

### Traitement médiatique des violences policières
Face à la répression des mobilisations sociales et écologistes, le traitement des violences policières en France par les médias suscite de nouveau des polémiques, on parle de nouveau de Journalisme de préfecture.
Les violences policières ont été mentionnées dans les médias dominants beaucoup plus rapidement que lors des mobilisations des Gilets jaunes.
- On l'observe à travers des enquêtes journalistiques de médias de référence comme Le Monde et Libération.
- On constate aussi une utilisation accrue dans certains médias d'images de violences documentées par des manifestants, des ONG ou des media indépendants[217].
- Les alertes d'organismes internationaux[218] comme celles du rapporteur spécial des Nations unies pour la liberté d’association, celle de Dunja Mijatović, Commissaire aux droits humains du conseil de l'Europe[219], Amnesty International, ainsi que des corps intermédiaires comme des syndicats de magistrats ou d'avocats, ou encore de la ligue des droits de l'homme, infléchissent les choix et les impasses précédemment observés chez certains éditorialistes.
- Certaines sociétés de journalistes publient des communiqués pour dénoncer le « soin tout particulier [des directions] à ne pas évoquer les violences policières » (SDJ de France 3, rédaction nationale)[220] ou « la publication très marginale dans le journal papier d’articles consacrés aux violences des forces de l’ordre à l’égard des manifestants et des journalistes »(syndicat SGJ-FO du journal Le Parisien)[221].

Dans la rédaction de BFMTV, des consignes officielles interdisent aux journalistes le terme « violences policières », « politiquement connoté », et préconisent des éléments de langage du type « dérapages » (utilisée notamment au sujet de la Brigade de répression de l'action violente motorisée, brigade de policiers à moto accablée notamment par un enregistrement) ou « accusations de violences policières ».

## Analyses des conséquences de la réforme
En juin 2023, un rapport du COR met à jour les analyses et projections attendues pour les régimes de retraite. Ce rapport indique que si la trajectoire s'améliore, ceux-ci seront encore en déficit de 0,2 à 0,3 % du PIB en 2030 et ne reviendraient pas à l'équilibre avant 2040, alors que le gouvernement avait annoncé que sa réforme permettrait un retour à l'équilibre en 2030,. Le président du COR Pierre-Louis Bras, qui avait auparavant annoncé à l'Assemblée nationale que les dépenses n'augmenteraient pas, mais que les recettes diminueraient ce qui diminuera le solde, est alors accusé à tort d'avoir annoncé que le régime des retraites serait à l'équilibre en 2030.
En novembre 2023, il explique que le niveau de vie des retraités va diminuer si rien ne change par rapport à la population active, et que les Français  pourront réagir en épargnant plus ou en repoussant l'âge de la retraite. Pierre-Louis Bras explique aussi que la réforme va augmenter les dépenses car si, dans un premier temps, le régime fera des économies car les travailleurs partiront plus tard à la retraite mais avec une meilleure retraite, dans un second temps, le nombre de personnes à la retraite avec une retraite plus élevée augmente la dépense. Les mesures favorables pour les plus basses retraites, qui à 10 ans font faire des économies, augmentent à 30 ans le coût des retraites avec le temps.

## Propositions d'abrogation

### Proposition de loi du groupe LIOT en juin 2023
Le groupe Libertés, indépendants, outre-mer et territoires (LIOT) dépose, le 25 avril 2023, une proposition de loi visant à abroger la réforme des retraites. La proposition de loi est examinée le 31 mai en commission des Affaires sociales de l'Assemblée nationale.
La proposition de loi est vidée de sa substance, par le concours des députés d'Ensemble et des Républicains, lors de son adoption par la commission des affaires sociales.
Pour la séance plénière, l'amendement de rétablissement de l'article d'abrogation est déclaré irrecevable par la présidente de l'Assemblée nationale Yaël Braun-Pivet au titre de l'article 40 de la Constitution, en violation des règles parlementaires qui prévoient que l'évaluation de l'incidence financière doit se faire par rapport à la base de référence la plus favorable à l'initiative parlementaire, comme l'indique le rapport de l'ancien président de la commission des finances Eric Woerth sur la recevabilité financière des amendements.
L'impossibilité de rétablir l'abrogation pousse le groupe LIOT à retirer sa proposition de loi, le 8 juin, jour où elle devait être débattu en séance plénière de l'Assemblée,,.

### Proposition de loi du RN en octobre 2024
Lors de sa niche parlementaire du 31 octobre 2024, lui donnant le droit de fixer l’agenda, le groupe RN porte une proposition de loi pour un retour à l’âge légal de droit au départ à 62 ans « à compter de la génération 1955 » et un retour à une durée de cotisation requise à 42 annuités, « à compter de la génération 1961 ».
Le texte connaît un sort similaire à la proposition de loi du groupe LIOT : en commission des affaires sociales, le texte est vidé de l'essentiel de son contenu et l'amendement de rétablissement des articles d'abrogation est également déclaré irrecevable par la présidente de l'Assemblée nationale. Le RN décide cependant de maintenir le texte à l'ordre du jour de la séance, qui est rejeté puisqu'il ne contient plus que diverses demandes de rapport au Parlement, dont certains ayant un sens contraire à l'objectif politique du texte, comme par exemple l'article 2 octies visant à faire des économies sur les retraites.

### Proposition de loi du NFP en novembre 2024
Lors de sa niche parlementaire, le groupe LFI du 28 novembre 2024 défend un texte résultat d'un compromis entre l'ensemble des quatre partis du Nouveau Front populaire (NFP). Il ne propose pas de revenir à 41,5 ans comme avant la réforme Touraine de 2013, ni d'aller à 43 ans pour l'horizon 2035 comme le proposait cette réforme Touraine de 2013, mais de se concentrer à court terme sur une voie moyenne, sous la forme d'une durée de cotisation de 42 ans dans l'immédiat. Cette durée correspond à celle que prévoyait la réforme Touraine pour les salariés nés en 1961, 1962 et 1963, ceux qui sont dans l'immédiat concernés car leur départ potentiel est proche.
Le texte est adopté le 20 novembre en commission des affaires sociales par 35 voix pour (celles de tous les partis de gauche et du RN), 16 voix contre (centre et droite) et 3 abstentions,. Il est débattu en séance plénière le 28 novembre. 997 amendements, essentiellement portés par les groupes EPR et LR, empêchent le vote du texte avant la fin de la niche parlementaire, mettant de fait fin à son parcours législatif.
La séance est ponctuée d'incidents. Le député du Modem Nicolas Turquois, opposé à cette abrogation, est expulsé de l'hémicycle par les huissiers, grâce à qui une "altercation physique" est "évitée de justesse", certains médias parlant même de "bagarre". Selon Le Figaro, ce député "est monté dans les travées de la gauche pour prendre violemment à partie le socialiste Mickaël Bouloux",, le pointant "du doigt d’un air menaçant à quelques centimètres de son visage". Nicolas Turquois s'était déjà accroché avec les députés RN Emeric Salmon et Jean-Philippe Tanguy le 19 juillet,. Le socialiste Arthur Delaporte, vice-président de l'Assemblée, demande des sanctions contre lui.

### Adoption d'une résolution du groupe communiste en juin 2025
Lors de sa niche parlementaire, le groupe GDR inscrit à l'ordre du jour une proposition de résolution visant à abroger la loi n° 2023-270 du 14 avril 2023 de financement rectificative de la sécurité sociale pour 2023 dite réforme des retraites. Les députés communistes ont recours à une proposition de résolution car celles-ci ne peuvent pas être déclarées irrecevables au titre de l'article 40 de la Constitution, et il n'est pas possible de les amender et donc de faire de l'obstruction parlementaire.
La proposition de résolution est adoptée par 198 voix pour (groupes LFI, PS, écologiste et RN) et 35 voix contre (groupes EPR, LR, Modem, Horizons et UDR-Ciottistes) (le groupe LIOT partageant ses voix entre pour et contre).
Cependant, s'agissant d'une proposition de résolution et non d'une proposition de loi, celle-ci n'entraîne pas de modification concrète du droit et n'abroge pas la réforme des retraites, la portée du vote n'est donc que symbolique politiquement.